# Hōjō Tokimasa

Fiktive Darstellung des Hōjō Tokimasa, Farbholzschnitt von Tsukioka Yoshitoshi, 1883

Hōjō Tokimasa (jap. 北条 時政; * 1138; † 6. Februar 1215) war ein mächtiger japanischer Feudalfürst (Daimyō) der Kamakura-Zeit. Er war der erste Regent (Shikken) der Kamakura-Shōgune sowie Oberhaupt der Hōjō-Familie und regierte von 1203 bis zu seiner Abdankung im Jahre 1205.

## Leben

### Vor dem Genpei-Krieg (1138–1180)
Über das Leben von Tokimasa vor dem Genpei-Krieg ist nur wenig bekannt. Er wurde im Jahre 1138 als Angehöriger der Hōjō-Familie in der ruhigen und fern der Hauptstadt liegenden Provinz Izu geboren. 1155 heiratete er Hōjō no Maki, ein Jahr später wurde eine Tochter mit dem Namen Hōjō Masako geboren. Als Oberhaupt der Hōjō-Familie blieb Tokimasa während der ständigen Kämpfe in Westjapan, ausgelöst durch einen Erbschaftsstreit zwischen Kaiser Toba und seinem Sohn Go-Shirakawa sowie dem Machtkampf der Familien Minamoto und Taira, neutral.
Nach diesen heftigen Auseinandersetzungen, der Hōgen-Rebellion und der Heiji-Rebellion triumphierten die Taira. Viele Mitglieder der Familie Minamoto wurden hingerichtet, die beiden jüngeren Söhne des Familienoberhauptes Minamoto no Yoshitomo, Minamoto no Yoshitsune und Minamoto no Noriyori wurden in ein Kloster geschickt und sein ältester Sohn Minamoto no Yoritomo wurde in die, von Hōjō Tokimasa, regierte Izu-Provinz verbannt. Im Jahre 1163 wurde Tokimasas erster Sohn geboren, Hōjō Yoshitoki. Ein weiter Sohn, Hōjō Tokifusa wurde vermutlich 1165 geboren.
Minamoto no Yoritomo war zuerst nur einer von vielen Verbannten, doch brachte die Rücksichtslosigkeit der Taira, vor allem die Brutalität von Taira no Kiyomori, die Adeligen des Landes auf. Im Jahre 1179 oder 1180 heiratete Minamoto no Yoritomo Hōjō Masako, was zu einem Bündnis zwischen den beiden Familien führte. Im selben Jahr flüchtete Prinz Mochihito, ein Sohn von Kaiser Go-Shirakawa, dessen Anspruch auf den Thron von den Taira übergangen worden war, die stattdessen ihren Verwandten, Kaiser Antoku auf den Thron setzten, nach Izu. Dort angekommen, forderte er die Minamoto- und die Hōjō-Familie auf, ihn im Krieg um den Thron zu unterstützen. So begann der Genpei-Krieg.

### Der Genpei-Krieg und die Gründung des Kamakura-Shogunats (1180–1199)
Nachdem Minamoto no Yoritomo seine Basis in der, in Izu gelegenen, Stadt Kamakura errichtet hatte, wurde Hōjō Tokimasa sein wichtigster Berater. 1181 starb sein erbitterter Widersacher Taira no Kiyomori, woraufhin dessen Sohn Taira no Kiyomori die Macht übernahm. Im Jahre 1183 nahm Yoritomo Cousin Minamoto no Yoshinaka Kyōto ein und sicherte sich die Kontrolle über den Kaiserhof. Seine Brutalität führte jedoch zu einem Aufstand seiner Verwandten, an deren Spitze sich Yoritomo setzte. Ein Jahr später schlug er Yoshinaka vernichtend in der Schlacht von Awazu und marschierte in der Hauptstadt ein. 1185 besiegte er die geflohenen Taira in der Schlacht von Ichi-no-Tani, was das Ende des Genpei-Kriegs bedeutete.
Im Jahre 1192, nach der Geburt seines zweiten Sohnes Sanetomo, wurde Minamoto no Yoritomo von Kaiser Go-Shirakawa zum ersten Shōgun ernannt. Als sein Schwiegervater befand sich Hōjō Tokimasa nun in einer außerordentlich mächtigen Position.

### Intrigen am Hof und Regentschaft als Shikken (1199–1205)
Im Jahre 1199 starb Yoritomo und wurde von seinem Sohn Minamoto no Yoriie beerbt. Im Gegensatz zu seinem Vater hatte Yoriie keine gute Beziehung zu Tokimasa und der Hōjō-Familie. Stattdessen vertraute er auf seinen eigenen Schwiegervater Hiki Yoshikazu. Im selben Jahr wurde ein Regentschaftsrat, bestehend aus Hōjō Tokimasa, Hōjō Masako und Hōjō Yoshitoki, errichtet. Nach der Hinrichtung von Kajiwara Kagetoki, dem Gouverneur von Sagami, wurde Tokimasa zum erblichen Daimyō von Sagami und Ōmi ernannt. Der Konflikt zwischen Tokimasa und Hiki Yoshikazu hatte sich in der Zwischenzeit entscheidend zugespitzt. Tokimasa ergriff die Initiative und ließ Yoshikazu nach einer gemeinsamen Gebetsfeier hinrichten. Danach zwang er Yoriie zur Abdankung, ließ aber auch diesen wenig später töten. Yoshitomos Bruder Sanetomo wurde danach neuer Shogun. Tokimasa wurde zum Vorsitzenden im Rat (政所 Mandokoro) und übte gemeinsam mit seinem Verbündeten Oe Hiromoto absolute Macht aus. Seine Frau Hōjō no Maki starb vermutlich am Ende des Jahres 1204. Im selben Jahr ließ er Hatakeyama Shigetada, einen mächtigen Daimyō und Konkurrenten, mitsamt seiner Familie hinrichten. Dies führte jedoch zum Konflikt mit seinem Sohn Yoshitoki.

### Abdankung, Rückzug ins Kloster und Tod (1205–1215)
Im Jahr 1205 plante Tokimasa die Hinrichtung von Shogun Sanetomo. Hōjō Yoshitoki widersetzte sich jedoch seinem Vater und drohte offen mit Rebellion. Daraufhin legte Tokimasa sein Amt nieder und zog sich in ein buddhistisches Kloster zurück. Yoshitoki wurde neuer Shikken und Oberhaupt der Familie Hōjō. Hōjō Tokimasa starb 1215 im hohen Alter von 78 Jahren in einem Kloster in Kamakura.